# Margaret Gibson (tay chèo)
Margaret Gibson (sinh ngày 4 tháng 1 năm 1961) là một tay chèo người Zimbabwe. Bà đã tham gia nội dung cặp đôi coxless nữ tại Thế vận hội Mùa hè 1992.